# Ерік Дюпон-Моретті
Ерік Дюпон-Моретті (фр. Éric Dupond-Moretti, нар. 20 квітня 1961, Мобеж, Франція) — французько-італійський юрист і політик, якого у 2020 році президент Еммануель Макрон призначив міністром юстиції. Як адвокат у кримінальних справах він відомий рекордною кількістю виправдувальних вироків, що принесло йому прізвисько «Виправдувальний», деякими з суперечливих фігур, яких він захищав, а також своєю відвертою особистістю.
6 липня 2020 року Дюпон-Моретті обійняв посаду міністра юстиції та хранителя печаток в уряді прем’єр-міністра Жана Кастекса. Його призначення стало несподіванкою для багатьох політичних оглядачів. Дюпон-Моретті спостерігав за різким збільшенням бюджету, виділеного на судову систему після повідомлень про тривалі процедури. Він також успішно захистив перед парламентом Франції законопроект про посилення суворості процесу винесення вироків, заявивши, що реакція судової влади на дрібні правопорушення була «надто слабкою, щоб бути ефективною».

## Раннє життя
Дюпон-Моретті — єдиний син Жана-П'єра Дюпона, металіста з Авеснуа, та Елени Моретті, економки з Італії. Його дідусь і бабуся по батьківській лінії, Ахілл і Луїза, також були робітниками. У чотири роки залишився без батька, мати виховувала його одна. Як і багато відомих адвокатів-сирот у кримінальних справах у Франції, особливо Роберт Бадінтер, його дитинство викликало у нього відчуття несправедливості.

## Кар'єра
Після присяги адвоката 11 грудня 1984 року в Дуе Дюпон-Моретті вступив до адвокатури Лілля. Працюючи в юридичній фірмі Лілля, він почав свою кар’єру в судах із трудових спорів, а потім як призначений судом адвокат під керівництвом юриста Лілля Жана Декампа та юриста Тулузи Алена Фербері.
За результати (понад 145 виправдувальних вироків у 2019 році) Дюпон-Моретті отримав прізвисько «Виправдувальний» (acquittor + matador ) в залах судових засідань. Відомими клієнтами були група допомоги Zoé's Ark, Жером Керв’єль і Джуліан Ассанж, а також Патрік Балкані, Карім Бензема, Жорж Трон і брат терориста Мохаммеда Мера. У 2013 році Дюпон-Моретті відмовився від ордена Почесного легіону.
Дюпон-Моретті очолював комітет підтримки чинного мера-соціаліста Мартіна Обрі на муніципальних виборах у Ліллі 2008 року. Він також підписав листа на її користь у Libération перед президентськими праймеріз Соціалістичної партії 2011 року, на яких вона посіла друге місце.
6 липня 2020 року президент Еммануель Макрон призначив Дюпон-Моретті міністром юстиції та хранителем печаток Франції в уряді прем’єр-міністра Жана Кастекса.

## Особисте життя
У 1991 році Дюпон-Моретті одружився з Елен, присяжною, яку він зустрів під час судового процесу; у них двоє дітей. Тепер він розлучений і з квітня 2016 року підтримує стосунки зі співачкою Ізабель Буле.

## Публікації
- зі Стефаном Дюраном-Суфландом, Bête noire, Éditions Michel Lafon, 2012
- з Лоїком Сешером, Le Calvaire et le Pardon, Мішель Лафон, 2013
- зі Стефаном Дюраном-Суфландом, Directs du droit, Мішель Лафон, 2017